# Michael Käld

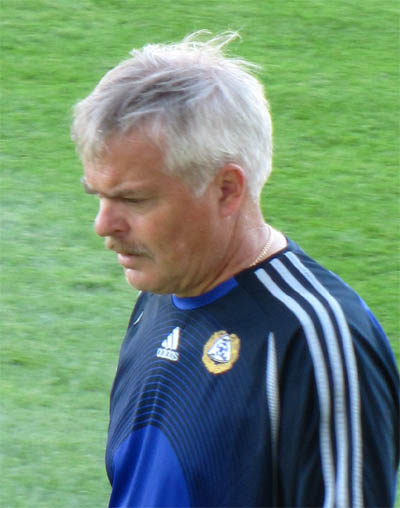
Michael Käld

Michael Käld (* 6. Mai 1954 in Kronoby) ist ein finnischer Fußballtrainer und ehemaliger Fußballspieler. Seit 2001 trainiert er die finnische Nationalmannschaft der Frauen.
Als Spieler war Käld für die Zweitligavereine Gamlakarleby BK, Hovsala BK und Larsmo BK aktiv. Nach seiner Spielerkarriere wurde er bei Gamlakarleby BK Trainer der zweiten Männermannschaft, bevor er zu Nykarleby IK wechselte. Im Jahre 2000 übernahm er die Frauenmannschaft des FC United und führte sie zum Pokalsieg und zur Vizemeisterschaft. 
Ein Jahr später wurde Käld zum Nationaltrainer der finnischen Frauenauswahl berufen. Unter seiner Führung qualifizierte sich die Mannschaft für die Europameisterschaft 2005 in England, wo die finnische Auswahl überraschend das Halbfinale erreichte. 